# 汾河隧道
汾河隧道（7111工程）是一条下穿汾河的隧道，位于山西省太原市南内环桥南侧50米处。此工程于1971年11月由太原市革委会组成工程指挥部进行筹建，故简称“7111工程”。该工程原设计为适应当时战备形势的需要，作为沟通太原东西的地下战备通道，在战时发挥城市人口疏散的功能。该工程由太原市建筑设计院设计，采取建筑工程专业施工队伍与太原市军民义务劳动相结合方式修建。工程于1972年4月正式动工，1973年10月主体竣工，采用深水泵降水分两段掘开式施工办法，共开挖土方30多万立方米，浇注混凝土6156立方米，工程全长961.2米，其中全埋段720米，净宽6.4米，净高4米，全部钢筋混凝土结构，内设通风机房、排水泵房、配电房等配套设施。 建设东段时让汾河改道靠西侧流；等建隧道西段时，再让汾河改道靠东侧流。1973年通车，起初只允许骑车人和行人通行，后来改为专供机动车双向间隔通行。1989年南内环桥建成后，隧道内车流量大大减少。2011年，隧道关闭整修两个多月，将原来的拱顶改为平顶，并增加了照明设备。目前，隧道实行由西向东单向免费通行。